# Port lotniczy Benita Juáreza w Meksyku
Port lotniczy Benita Juáreza (hiszp. Aeropuerto Internacional Benito Juárez de la Ciudad de México IATA: MEX, ICAO: MMMX) – międzynarodowy port lotniczy, największy w Meksyku. Położony jest na wschód od centrum meksykańskiej stolicy. W 2005 obsłużył około 23,3 mln pasażerów. Jest najbardziej ruchliwym portem lotniczym Meksyku zarówno pod względem ruchu pasażerskiego i ruchu statków powietrznych i drugim najbardziej ruchliwym Ameryki Łacińskiej ruchu pasażerskiego po Guarulhos w São Paulo w Brazylii i najbardziej ruchliwym portem w ruchu statków powietrznych. Chociaż Juárez nie był jego oficjalną nazwą od kilkudziesięciu lat, był tak formalnie nazwany po XIX wiecznym prezydencie Benito Juárez w 2006 r. i jest główną międzynarodową i krajową bramą Meksyku. Lotnisko jest własnością Grupo Aeroportuario de la Ciudad de México i jest zarządzana przez Aeropuertos y Servicios Auxiliares, państwową firmę, która obsługuje także 21 innych lotnisk, poprzez Meksyk. W ostatnich latach Port lotniczy Toluca stał się alternatywnym lotniskiem.
To lotnisko jest obsługiwane przez 32 linii lotniczych, krajowych i międzynarodowych oraz oferuje bezpośrednie loty do ponad 100 miejsc na całym świecie. Zapewnia bezpośrednie połączenia z Meksyku do Ameryki Północnej, Ameryki Środkowej i Karaibów, Ameryki Południowej, Europy i Azji (Aeromexico jest jedynym przewoźnikiem, który lata do Azji z miasta Meksyk). W 2010 r. lotnisko obsłużyło 24 130 535 pasażerów. W optymalnych warunkach oraz po gruntownym remoncie i projektach rozbudowy, Port lotniczy Benito Juárez będzie w stanie obsłużyć do 32 milionów pasażerów rocznie. Jest głównym węzłem największej meksykańskiej linii lotniczej Aeromexico i węzłem pomocniczym dla spółki zależnej Aeroméxico Connect, lotnisko stało się ośrodkiem SkyTeam. Jest to także centrum dla Aeromar, Interjet oraz VivaAerobus i Volaris.

## Położenie
Lotnisko jest położone 5 km. na wschód od centrum Meksyku. Lotnisko otoczone jest obszarem zabudowanym, z Gustavo A. Madero na północ i Venustiano Carranza na zachód, południe i wschód. Jako że lotnisko jest na wschód od Meksyku pasy startowe uruchamiane są na południowy zachód północny wschód, a samoloty na podejściu do lądowania przelatują zazwyczaj bezpośrednio nad Meksykiem.

## Historia
Lotnisko po raz pierwszy otwarto jako Lotnisko Wojskowe Balbuena z pięcioma pasami startowymi. Pierwsze lądowanie odbyło się 5 listopada 1928 roku i regularne usługi rozpoczęto rok później, ale zostało ono oficjalnie otwarte 15 maja 1931 roku. Pierwszą międzynarodową trasą był lot do Los Angeles International Airport obsługiwany przez Mexicana. Prezydent Miguel Alemán otworzył terminal w 1952 roku, stając się portem komercyjnym. W latach 70 prezydent Luis Echeverría zamknął trzy pasy startowe i dał teren ziemi dla ludzi ubogim w celu budowania swoich domów, pozostawiając tylko dwa równoległe pasy startowe. W 1980 roku terminal został rozbudowany dwukrotnie, przy użyciu jednego dużego terminala niż wielu terminali, jak w innych portach lotniczych. Dziesięć lat później w 1990 roku, mieszane bramki krajowe / międzynarodowe były oddzielone, aby zwiększyć funkcjonalność terminala, wraz z wydzieleniem hal chek-in krajowych i międzynarodowych.
W 2001 r. wschodnie skrzydło terminalu (H-bramy) zostało otwarte jako ostateczna poczekalnia, głównie dla członków SkyTeam. Ze względu na rosnący popyt, prezydent Vicente Fox zapowiedział budowę nowego, większego lotniska na 5000 h w gminach Texcoco i San Salvador Atenco, ale kiedy lokalne protesty gwałtownie wzrosły, nowy port lotniczy został odwołany. Zamiast tego, uruchomił program o nazwie Rozbudowa Portu lotniczego Meksyk do maksymalnej pojemności w 2002 roku w celu zwiększenia zdolności lotniska. Cały terminal był rozszerzony i rozbudowany o nowe sale odpraw, 13 więcej pasów odbioru bagażu, budowa pięter odlotów i przylotów, budowę kilku nowych dróg kołowania i nowych terminali naprzeciwko oryginalnego, łamiąc w ten sposób koncepcję jednego terminala. Projekt został rozpoczęty z początkową kwotą 200 mln dolarów. Niemniej jednak, jego ostateczny koszt był 800 000 000 dolarów MXP. Oryginalny Terminal 2, który mieści tylko Aeromar zaprzestał działalności i został rozebrany, a nowy Terminal 2 został zbudowany w mniej niż dwa lata.
15 listopada 2007 Terminal 2 został otwarty, zwiększając zdolności lotniska. Wszyscy członkowie SkyTeam przenieśli swoją działalność do nowego terminalu, z wyjątkiem Air France i KLM. Został oficjalnie otwarty w marcu 2008 r., kiedy nowego dostępu drogowego i dróg kołowania zostały ukończone. Terminal 2 zwiększył możliwości lotniska o 40%, oraz zdolności operacyjną o 15%.

## Terminale i udogodnienia

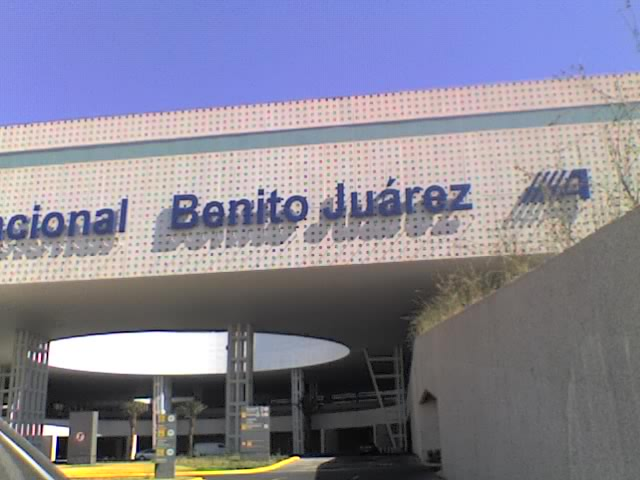
Zewnętrzna fasada lotniska

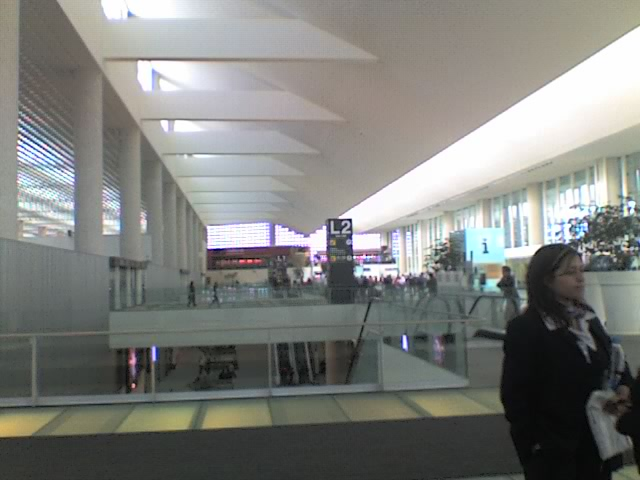
Hala 2 w terminalu 2

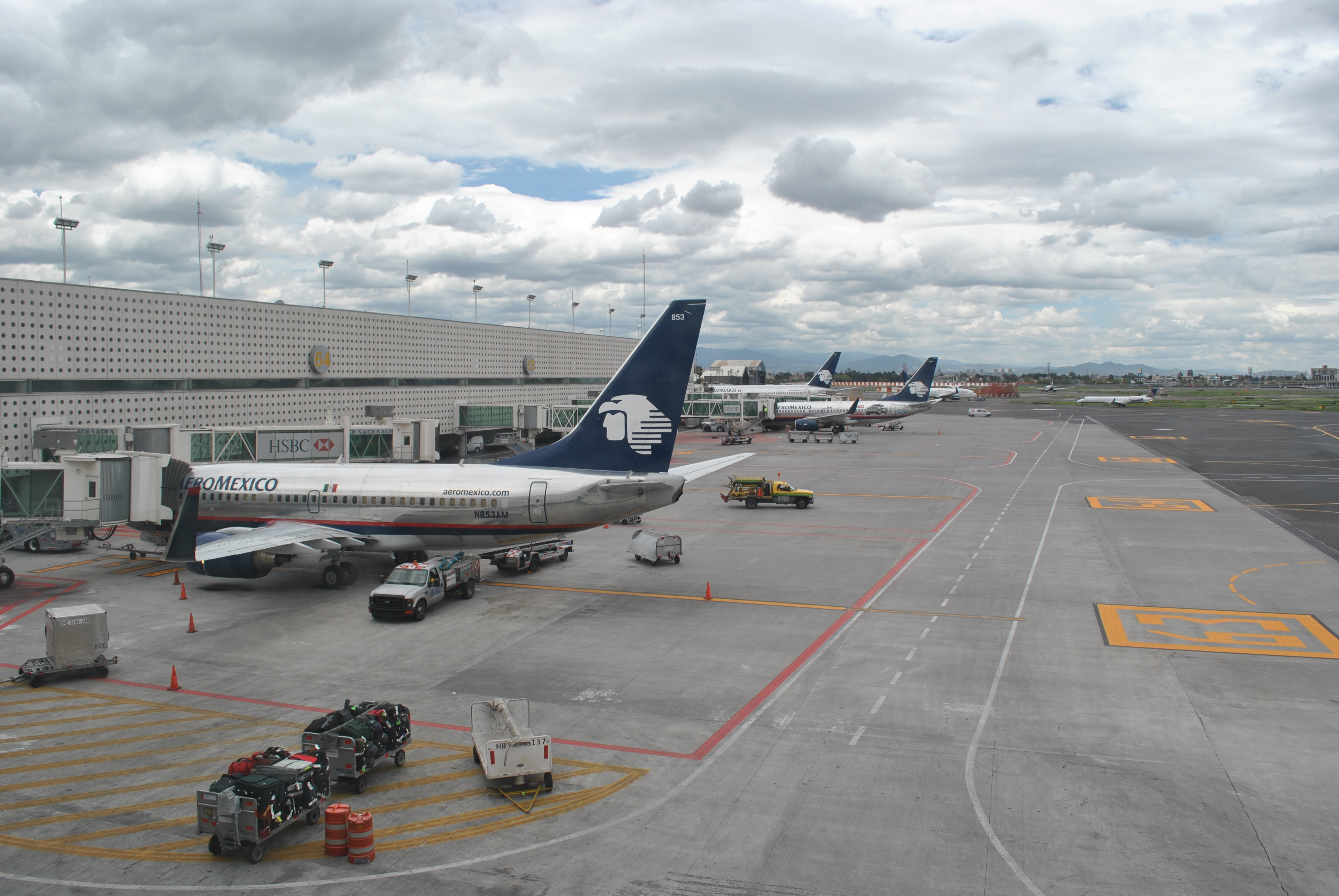
Samolot Aeroméxico przy Terminalu 2

### Terminal 1
- Otwarty w 1958 r., rozbudowany w 1970, 1989, 1998, 2000 i 2004 r.
- Całkowita powierzchnia terminalu: 548 000 m²
- Pozycje kontaktowe: 33
- Zdalne pozycji: 20 (34 przed budową nowego T2)
- Liczba jetways: 33
- Liczba sal operacyjnych lotniska: 10 (A, B, C, D E, F, G, H, I, J)
- Liczba stref ogólnodostępnytch (check-in) Sale: 9 (A1, A2, B, C, D, D1, F1, F2, F3)
- Liczba mobilnych salonów: 11 (A7-A,-B A7, A7-C, A9-A,-B A9, A9-C, A9-D, A9-E, F19-, F19-C, F19-D)
- Hotel serwis: 600 pokoi (Camino Real), 110 pokoi (Hilton Mexico City)
- Usługi Parkingowe: 3100 pojazdów (krajowe), 2400 pojazdów (Międzynarodowe)
- Przestrzeń dla pasażerów T1: 17 m kw.
- Liczba karuzeli bagażowych: 22
- Premium Lounge w T1: Salón Premier Internacional T1 (Aeroméxico), United Club (United Airlines), Admirals Club (American Airlines), American Express Lounge (American Express).

### Terminal 2
- Otwarty w 2007 roku

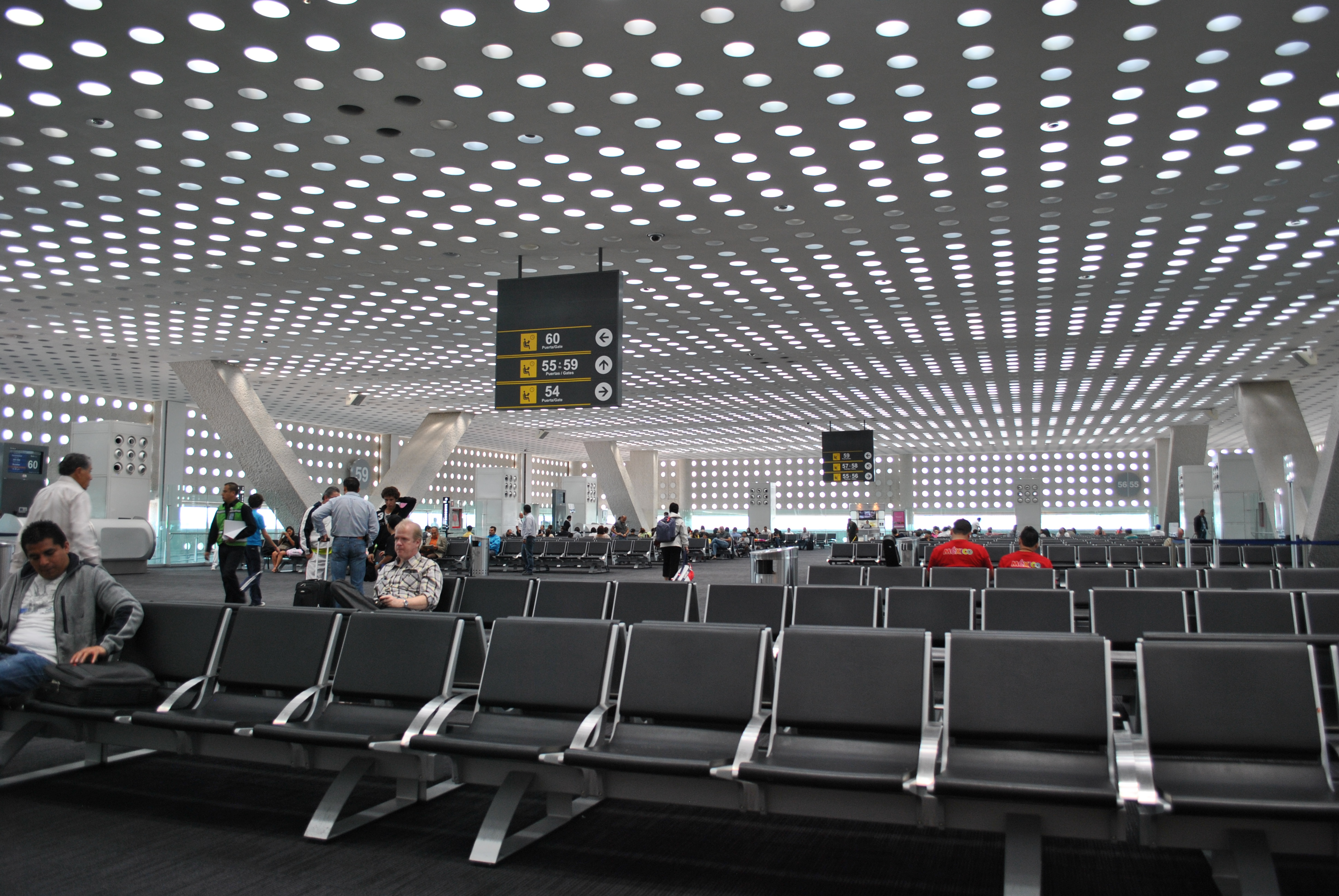
Sala oczekiwań w Terminalu 2

- Całkowita powierzchnia terminalu: 242 000 m²
- Pozycje kontaktowe: 23
- Zdalne pozyce: 17 (Aeromar i Aeromexico Connect)
- Liczba jetways: 23
- Liczba sal operacyjnych lotniska: 2 (krajowe, międzynarodowe)
- Liczba stref ogólnodostępnych (check-in) Sale: 3 (L1, L2, L3)
- Hotel serwis: 287 pokoi (NH)
- Usługi Parkingowe: 3000 pojazdów
- Przestrzeń dla pasażerów w T2: 22 m²
- Liczba karuzeli bagażowych: 15
- Lounge Premium w T2: Diamond Club (Aeromar) Premier Lounge (Aeroméxico), Salón Premier Internacional T2 (Aeroméxico) Riedel Wine Room (Aeroméxico) Pass Elite Travel Lounge (Banamex), American Express Centurion Lounge (American Express).
- Powierzchnia Platformy: 426 000 m²
- Pojemność między terminalowej kolejki Aerotrén: 7800 pasażerów dziennie

## Linie lotnicze i połączenia
| Linia                   | Kierunek |
| ----------------------- | --- |
| Aeroméxico              | 1. Acapulco 2. Aguascalientes 3. Amsterdam 4. Bogota 5. Boston 6. Buenos Aires-Ezeiza 7. Cancún 8. Chetumal 9. Chicago-O'Hare 10. Chihuahua 11. Ciudad del Carmen 12. Ciudad Juárez 13. Cozumel 14. Culiacán 15. Denver 16. Guadalajara 17. Gwatemala 18. Hawana 19. Hermosillo 20. Houston-Goorge Bush 21. Huatulco 22. La Paz 23. Las Vegas 24. León-Del Bajío 25. Lima 26. Londyn-Heathrow 27. Los Angeles 28. Madryt 29. Mazatlán 30. Medellín 31. Mérida 32. Mexicali 33. Miami 34. Monterrey 35. Montreal-Trudeau 36. Nowy Jork-JFK 37. Oaxaca 38. Orlando 39. Paryż-Charles de Gaulle 40. Puerto Vallarta 41. Querétaro 42. Quito 43. Rzym-Fiumicino 44. Salt Lake City (powrót od 1 lipca 2024) 45. San Francisco 46. San José 47. San José del Cabo 48. San Luis Potosí 49. Santo Domingo 50. Seattle-Tacoma 51. Seul-Inczon (powrót od 1 sierpnia 2024) 52. São Paulo-Guarulhos 53. Tapachula 54. Tijuana 55. Tokio-Narita 56. Toronto-Pearson 57. Torreón 58. Tuxtla Gutiérrez 59. Vancouver 60. Veracruz 61. Villahermosa 62. Waszyngton-Dulles (powrót od 1 lipca 2024) Sezonowo: 1. Reynosa 2. Santiago de Chile |
| Aeroméxico Connect      | 1. Acapulco 2. Aguascalientes 3. Austin 4. Campeche 5. Cancún 6. Chetumal 7. Chihuahua 8. Ciudad del Carmen 9. Ciudad Juárez 10. Ciudad Obregón 11. Cozumel 12. Culiacán 13. Dallas-Fort Worth 14. Durango 15. Gwatemala 16. Hermosillo 17. Houston-George Bush 18. Huatulco 19. Ixtapa-Zihuatanejo 20. La Paz 21. León-Del Bajío 22. Los Mochis 23. Managua 24. Manzanillo 25. Matamoros 26. Mazatlán 27. Mérida 28. Minatitlán/Coatzacoalcos 29. Nuevo Laredo 30. Oaxaca 31. Puerto Escondido 32. Puerto Vallarta 33. Querétaro 34. Raleigh-Durham (od 1 lipca 2024) 35. Reynosa 36. San Antonio 37. San José 38. San José del Cabo 39. San Luis Potosí 40. San Pedro Sula 41. San Salvador 42. Santo Domingo 43. Tampa (od 1 lipca 2024) 44. Tampico 45. Tapachula 46. Tepic 47. Tulum 48. Tuxtla Gutiérrez 49. Veracruz 50. Villahermosa 51. Zacatecas |
| Air Canada              | 1. Montreal-Trudeau 2. Toronto-Pearson 3. Vancouver |
| Air France              | 1. Paryż-Charles de Gaulle |
| All Nippon Airways      | 1. Tokio-Narita |
| American Airlines       | 1. Charlotte 2. Dallas-Fort Worth 3. Los Angeles 4. Miami 5. Nowy Jork-JFK 6. Phoenix-Sky Harbor |
| Avianca                 | 1. Bogota 2. Medellín |
| Avianca Costa Rica      | 1. San José |
| Avianca El Salvador     | 1. San Salvador |
| British Airways         | 1. Londyn-Heathrow |
| China Southern Airlines | 1. Shenzhen (od 17 kwietnia 2024) |
| Copa Airlines           | 1. Panama |
| Delta Air Lines         | 1. Atlanta 2. Detroit 3. Minneapolis-St. Paul 4. Nowy Jork-JFK 5. Salt Like City |
| Emirates                | 1. Barcelona 2. Dubaj |
| Iberia                  | 1. Madryt |
| KLM                     | 1. Amsterdam |
| LATAM Brasil            | 1. São Paulo-Guarulhos |
| LATAM Chile             | 1. Santiago de Chile |
| LATAM Perú              | 1. Lima |
| Lufthansa               | 1. Frankfurt 2. Monachium |
| Magnicharters           | 1. Cancún 2. Huatulco 3. Ixtapa-Zihuatanejo 4. Mérida 5. Puerto Vallarta 6. San José del Cabo Sezonowo: 1. Cozumel 2. Manzanillo |
| Turkish Airlines        | 1. Stambuł |
| United Airlines         | 1. Chicago-O'Hare 2. Houston-George Bush 3. Newark 4. San Francisco 5. Waszyngton-Dulles |
| Viva Aerobus            | 1. Acapulco 2. Cancún 3. Chetumal 4. Chicago-O'Hare 5. Chihuahua 6. Ciudad Juárez 7. Culiacán 8. Dallas-Fort Worth 9. Guadalajara 10. Hermosillo 11. Houston-George Bush 12. Huatulco 13. Ixtapa-Zihuatanejo 14. La Paz 15. Las Vegas 16. Los Angeles 17. Mazatlán 18. Mérida 19. Monterrey 20. Nowy Jork-JFK 21. Nuevo Laredo 22. Oaxaca 23. Puerto Escondido 24. Puerto Vallarta 25. Reynosa 26. San Antonio 27. San José del Cabo 28. Tampico 29. Tijuana 30. Torreón 31. Tuxtla Gutiérrez 32. Veracruz 33. Villahermosa |
| Volaris                 | 1. Acapulco 2. Bogota 3. Cancún 4. Chetumal 5. Chicago-O'Hare 6. Chihuahua 7. Ciudad Juárez 8. Cozumel 9. Culiacán 10. Dallas-Fort Worth 11. Denver 12. Guadalajara 13. Hermosillo 14. Houston-George Bush 15. Huatulco 16. Ixtapa-Zihuatanejo 17. La Paz 18. Las Vegas 19. Lima 20. Los Angeles 21. Los Mochis 22. Mazatlán 23. Mexicali 24. Miami 25. Monterrey 26. Oakland 27. Oaxaca 28. Orlando 29. Puerto Escondido 30. Puerto Vallarta 31. Sacramento 32. San Antonio 33. San José del Cabo 34. Tapachula 35. Tijuana 36. Tuxtla Gutiérrez 37. Villahermosa |
| Volaris Costa Rica      | 1. Gwatemala 2. San José |
| Volaris El Salvador     | 1. San Salvador |

### Terminal Cargo
- ABX Air (Cincinnati/Northern Kentucky, Los Angeles, San José de Costa Rica)
- AeroUnion (Chicago-O’Hare, Guadalajara, Los Angeles)
- Air France Cargo (Guadalajara, Houston-Intercontinental, Paryż-Charles de Gaulle, Porto)
- Amerijet International (Miami)
- Atlas Air (Huntsville)
- Atlas Air obsługiwane przez Emirates SkyCargo (Huntsville)
- Cargolux (Atlanta, Guadalajara, Houston-Intercontinental, Luksemburg, Miami, Nowy Jork-JFK)
- Centurion Air Cargo (Bangor (ME), Miami)
- Cielos Airlines (Lima)
- DHL Express obsługiwane przez Astar Air Cargo (Cincinnati/Northern Kentucky, Miami)
- DHL de Guatemala (Gwatemala)
- Emirates SkyCargo (Dubai)
- Estafeta (Mérida, San Luis Potosí, Villahermosa)
- Florida West International Airways (Bogota, Miami)
- Lufthansa Cargo (Chicago O’Hare, Dallas/Fort Worth, Frankfurt)
- MasAir (Bogota, Buenos Aires-Ezeiza, Campinas-Viracopos, Caracas, Guadalajara, Guayaquil, Lima, Los Angeles, Manaus, Medellín-Córdova, Miami, Quito, Santiago de Chile)
- Tampa Cargo (Bogota)
- UPS Airlines (Louisville)
- World Airways (Mediolan-Malpensa)

## Statystyki ruchu
| Rok            | Krajowe    | % zmiana | Międzynarodowe | % zmiana | Całość     | % zmiana |
| -------------- | ---------- | -------- | -------------- | -------- | ---------- | -------- |
| 2011 [Sty-Lis] | 15 790 959 | 10,82    | 8, 013 709     | 2,70     | 23 804 668 | 7,94     |
| 2010           | 15 587 068 | 3,44     | 8 543 467      | 5,47     | 24 130 535 | 0,46     |
| 2009           | 16 142 330 | 3,8      | 8 100 726      | 14,1     | 24 243 056 | 7,5      |
| 2008           | 16 777 773 | 1,1      | 9 432 444      | 1,5      | 26 210 217 | 1,3      |
| 2007           | 16 592 422 | 4,7      | 9 289 240      | 4,6      | 25 881 662 | 4,7      |
| 2006           | 15 848 060 | 2,1      | 8 879 236      | 3,3      | 24 727 296 | 2,5      |
| 2005           | 15 523 755 | -        | 8 591 797      | -        | 24 115 552 | -        |

| Rok            | Operacji | % zmiana | Cargo (w tonach) | % zmiana |
| -------------- | -------- | -------- | ---------------- | -------- |
| 2011 [Sty-Lis] | 318 970  | 2,05     | 375 060,53       | 4,59     |
| 2010           | 339 898  | 2,4      | 393 075,87       | 22,40    |
| 2009           | 348 306  | 5,0      | 321 133,44       | 14,61    |
| 2008           | 366 561  | 3,1      | 376 095,71       | -        |
| 2007           | 378 161  | 6,3      | -                | -        |
| 2006           | 355 593  | 6,9      | -                | -        |
| 2005           | 332 623  | -        | -                | -        |

## Operacje
W 2010 roku Port lotniczy Benito Juárez był najbardziej ruchliwym portem lotniczym w Ameryce Łacińskiej pod względem ruchu samolotów z 27,3% więcej operacji niż Port lotniczy El Dorado w Bogocie i 35,5% więcej niż Guarulhos w São Paulo. Dla 12-miesięcznego okres kończącego się 31 grudnia 2010 r. port lotniczy obsłużył 339898 operacji, średnio 931 operacji dziennie.
| Miejsce | Miasto                   | Pasażerów | Zmiana pozycji | Przewoźnicy                                                 |
| ------- | ------------------------ | --------- | -------------- | ----------------------------------------------------------- |
| 1       | Los Angeles, CA, USA     | 717 625   |                | Aeroméxico, Alaska, United, Volaris                         |
| 2       | Houston, TX, USA         | 665 682   |                | Aeroméxico, Aeroméxico Connect, ExpressJet Airlines, United |
| 3       | Miami, FL, USA           | 605 832   | 1              | Aeroméxico, Aeroméxico Connect, American                    |
| 4       | Nowy Jork (JFK i Newark) | 546 566   | 1              | Aeroméxico, Delta, United                                   |
| 5       | Madryt                   | 475 644   |                | Aeroméxico, Air Europa, Iberia                              |
| 6       | Paryż                    | 416 200   | 1              | Aeroméxico, Air France                                      |
| 7       | Dallas, TX, USA          | 360 207   | 1              | American                                                    |
| 8       | Chicago, IL, USA         | 348 658   |                | Aeroméxico, American, United                                |
| 9       | Bogota                   | 347 611   | 2              | Aeroméxico, Avianca, Copa Airlines Colombia                 |
| 10      | Atlanta, GA, USA         | 304 649   |                | Delta                                                       |
| 11      | Panama                   | 257 502   |                | Copa                                                        |
| 12      | Lima, Peru               | 254 703   | 3              | Aeroméxico, LAN Perú, TACA Perú                             |
| 13      | Frankfurt                | 211 013   |                | Lufthansa                                                   |
| 14      | São Paulo                | 201 173   | 2              | Aeroméxico, TAM Airlines                                    |
| 15      | San Francisco, CA, USA   | 198 461   | 3              | Aeroméxico, United                                          |
| 16      | Amsterdam                | 181 983   | 1              | KLM                                                         |
| 17      | Santiago de Chile        | 170 353   | 3              | Aeroméxico, LAN                                             |
| 18      | Hawana                   | 163 954   | 4              | Aeroméxico, Cubana, Interjet                                |
| 19      | Buenos Aires             | 160 400   | 5              | Aerolíneas Argentinas, Aeroméxico                           |
| 20      | San José                 | 160 357   | 6              | Aeroméxico, LACSA                                           |
| 21      | Las Vegas, NV, USA       | 156 279   | 2              | Aeroméxico, Volaris                                         |
| 22      | Phoenix, AZ, USA         | 154 292   | 4              | US Airways                                                  |
| 23      | Gwatemala                | 133 365   | 2              | Aeroméxico, TACA, Interjet                                  |
| 24      | San Antonio, TX, USA     | 113 241   | 2              | Aeroméxico, Aeroméxico Connect, Interjet                    |
| 25      | Londyn                   | 111 641   |                | British Airways                                             |

| Miejsce | Miasto                                             | Pasażerów | Zmiana pozycji | Przewoźnicy                                                    |
| ------- | -------------------------------------------------- | --------- | -------------- | -------------------------------------------------------------- |
| 1       | Quintana Roo Cancún, Quintana Roo                  | 2 157 005 |                | Aeroméxico, Interjet, Magni, VivaAerobus, Volaris              |
| 2       | Nuevo León Monterrey, Nuevo León                   | 2 037 743 |                | Aeroméxico, Aeroméxico Connect, Interjet, VivaAerobus, Volaris |
| 3       | Jalisco Guadalajara, Jalisco                       | 1 719 999 |                | Aeroméxico, Aeroméxico Connect, Interjet, VivaAerobus, Volaris |
| 4       | Jukatan Mérida, Yucatán                            | 897 185   | 1              | Aeroméxico, Aeroméxico Connect, Interjet, Magni, VivaAerobus   |
| 5       | Kalifornia Dolna Tijuana, Baja California          | 853 327   | 1              | Aeroméxico, Aeroméxico Connect, Interjet, Volaris              |
| 6       | Chiapas Tuxtla Gutiérrez, Chiapas                  | 712 881   |                | Aeroméxico, Aeroméxico Connect, Interjet, VivaAerobus          |
| 7       | Tabasco Villahermosa, Tabasco                      | 625 748   |                | Aeroméxico, Aeroméxico Connect, Interjet, VivaAerobus          |
| 8       | Veracruz Veracruz, Veracruz                        | 494 069   |                | Aeroméxico, Aeroméxico Connect, Interjet                       |
| 9       | Sonora Hermosillo, Sonora                          | 484 729   |                | Aeroméxico, Interjet, Volaris                                  |
| 10      | Chihuahua Chihuahua, Chihuahua                     | 434 318   | 4              | Aeroméxico, Aeroméxico Connect, Interjet, Volaris              |
| 11      | Sinaloa Culiacán, Sinaloa                          | 393 324   | 7              | Aeroméxico, Aeroméxico Connect, Interjet, Volaris              |
| 12      | Tamaulipas Tampico, Tamaulipas                     | 381 939   | 1              | Aeroméxico Connect, Interjet, VivaAerobus                      |
| 13      | Jalisco Puerto Vallarta, Jalisco                   | 374 630   | 3              | Aeroméxico, Aeroméxico Connect, Interjet, Magni                |
| 14      | Baja California Sur Los Cabos, Baja California Sur | 372 301   | 2              | Aeroméxico, Aeroméxico Connect, Interjet, Magni, Volaris       |
| 15      | Oaxaca Bahías de Huatulco, Oaxaca                  | 360 701   | 2              | Aeromar, Aeroméxico Connect, Interjet, Magni, VivaAerobus      |
| 16      | Chihuahua Ciudad Juárez, Chihuahua                 | 336 711   |                | Aeroméxico, Aeroméxico Connect, Interjet, VivaAerobus          |
| 17      | Guerrero Acapulco, Guerrero                        | 291 064   | 6              | Aeromar, AeroMéxico, Aeroméxico Connect, Interjet              |
| 18      | Oaxaca Oaxaca, Oaxaca                              | 269 932   | 3              | Aeroméxico, Aeroméxico Connect, VivaAerobus                    |
| 19      | Coahuila Torreón/Gómez Palacio, Coahuila           | 253 265   | 1              | Aeroméxico, Aeroméxico Connect, VivaAerobus                    |
| 20      | Campeche Ciudad del Carmen, Campeche               | 230 455   | 2              | Aeroméxico, Aeroméxico Connect, Interjet                       |
| 21      | Baja California Mexicali, Baja California          | 218 256   | 2              | Aeroméxico, Aeroméxico Connect, Volaris                        |
| 22      | Guerrero Ixtapa/Zihuatanejo, Guerrero              | 214 610   | 1              | Aeromar, Aeroméxico Connect, Interjet, Magni                   |
| 23      | Guanajuato León/El Bajío, Guanajuato               | 214 552   | 4              | Aeroméxico Connect                                             |
| 24      | Sinaloa Mazatlan, Sinaloa                          | 193 878   | 1              | Aeroméxico Connect, VivaAerobus                                |
| 25      | Baja California Sur La Paz, Baja California Sur    | 178 896   | 2              | Aeroméxico Connect, Volaris                                    |

## Transport między terminalami

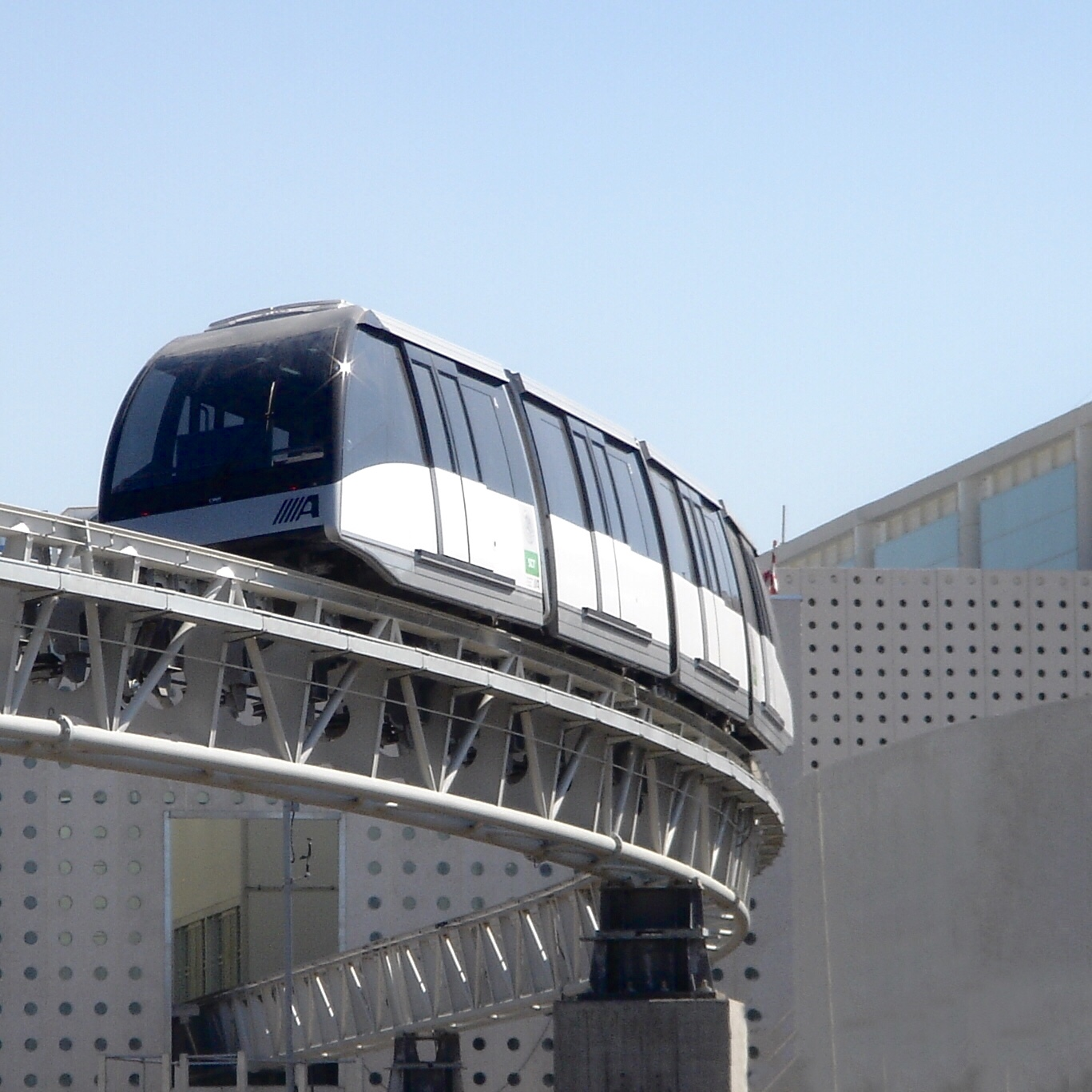
Aerotrén

Terminal 2 jest połączony z Terminalem 1 przez system jednotorowego Aerotrén, z którego mogą korzystać tylko pasażerowie z bagażem podręcznym będący po odprawie. Technicy i załoga pokładowa mogą z niego korzystać. Normalne godziny pracy są od 05:00 do 23:00, każdego dnia w roku, a pierwszy kurs uruchamiany jest zawsze od T2 do T1; ostatni w ciągu dnia biegnie do T2. Odległość między terminalami wynosi 3 km i prędkość Aerotrén wynosi 45 km/h. Podróż Aerotrén podróży, gdy drzwi są całkowicie zamknięte trwa około 4 minut i 40 sekund pomiędzy stacjami w obu kierunkach. Ponadto, maksymalny okres oczekiwania na następny pociąg wynosi o 11 minut. Jest też obsługi naziemna między terminalami o nazwie „transport między terminalami”. Autobusy te znajdują się przy wejściu 6 z Terminalu 1 i wyjściu 4 z Terminalu 2.

## Transport

### Metro i autobusy
Lotnisko jest obsługiwane przez stację metra Terminal Aérea, którą leży na linii 5 metra, biegnącej od stacji Pantitlán do stacji Politécnico. Jest położona na obrzeżach terminalu krajowego T1. Terminale 1 i 2 mają dwa naziemne terminale funkcjonujących przez 24 godziny na dobę, 365 dni w roku. Różnr linie autobusowe kursują stąd, i zapewniają ciągłość usług transportu do głównych miast położonych w okolicach Meksyku, takich jak Córdoba, Cuernavaca, Pachuca, Puebla, Querétaro, Tlaxcala i Toluca. Strefa ziemna Terminalu 1 znajduje się naprzeciwko międzynarodowej rampy obszaru kołowego i jego udogodnienia obejmują różne usługi dla wygody pasażerów. Między innymi oferuje saloniki VIP, internet, strefę wypoczynku, czytelnię i sale konferencyjne. Strefa ziemna Terminala 2 znajduje się w bramie D, między wejściem 4 i wyjściem krajowych przylotów i oferuje takie udogodnienia jak sale odpoczynku i strefę fast-foodów.

### Taxi
Taksówki znajdują się w Terminalach 1 i 2, istnieją dwa modele usługi: Zwyczajne usługi w samochodzie typu sedan dla 4 pasażerów. Executive service dla 8 pasażerów w samochodzie dostawczym. Obecnie jest 5 działających grup taxi. Tylko taksówki upoważnione przez Ministerstwo Komunikacji i Transportu (SCT) rządu federalnego są dopuszczone. Postój taksówek przed terminalem 1 znajduje się przy wejściach 1 i 10, oraz w Terminalu 2, przy wejściach 3 i 4. Stawki Taxi są zarejestrowane zgodnie z SCT i zawierają ubezpieczenie podróżnego i odpowiedzialność cywilną i koszty leczenia dla wszystkich użytkowników. Aby podróżować taksówkami należy zakupić odpowiedni bilet wcześniej w autoryzowanych punktach sprzedaży znajdujących się w obrębie lotniska.

### Parkingi
Parking Narodowy T1 znajduje się na Av. Capitán Carlos León przed wejściem 1 i 2 do budynku terminalu, w strefie przylotów krajowych. Ma pojemność 1971 pojazdów, które są stale monitorowane przez nowoczesne zabezpieczenia i nadzór, poprzez kamery telewizji przemysłowej. T1 parking International znajduje się na Av. Capitán Carlos León przed międzynarodową strefą budynku terminala, z jednej strony na odległość terminalu autobusowego. Ma pojemność 2106 pojazdów. Dodatkową opcją parkingu na Terminalu 1 dla użytkowników lotniska jest parking 06, znajdujący się na calle Sonora naprzeciwko postoju taksówek. Ze względu na położenie, jest użyteczną alternatywą dla osób odwiedzających port lotniczy w celu cła, obszaru załadunku, agencje celne, oraz niektóre biura linii lotniczych. Nowy parking AICM Terminalu 2 znajduje się na jednej stronie patio terminala. Ma pojemność 2437 pojazdów.